# Oranjestraat (Stadskanaal)

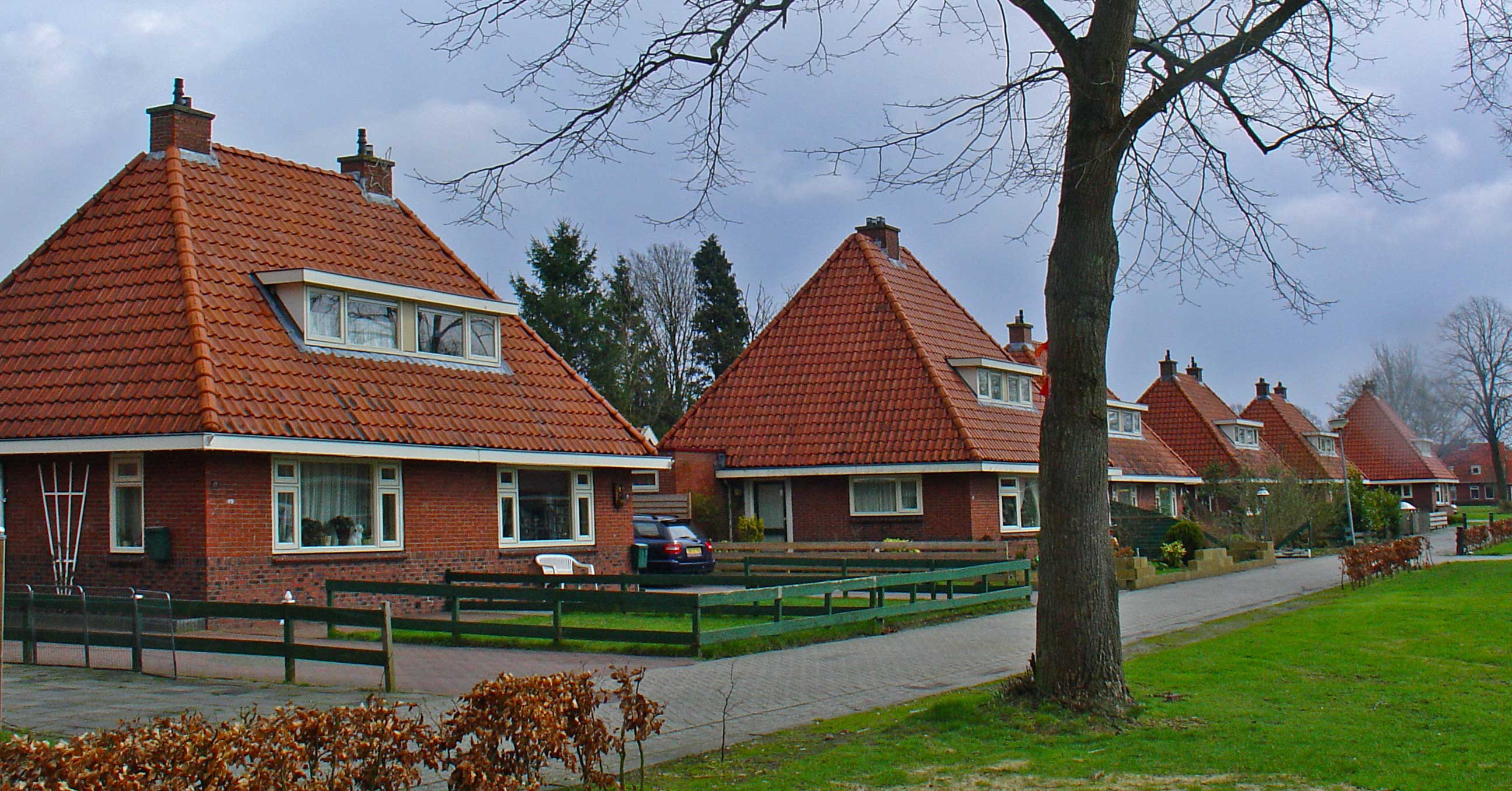
De Oranjestraat in Stadskanaal

De Oranjestraat in Stadskanaal is een in 1938 aangelegde straat met arbeiderswoningen. Samen met het nabijgelegen 't Hofje is het gebied aangewezen als rijksmonument.

## Geschiedenis
De Oranjestraat is gelegen in de Stadskanaalster wijk Parkwijk en werd kort voor de Tweede Wereldoorlog ontworpen door de gemeentearchitect J. Meinen. De bouw geschiedde in opdracht van de gemeente en de plaatselijk woningbouwstichting SWO.
De twee-onder-één-kap-woningen zijn gebouwd met rode Groninger baksteen. De bouwstijl met bakstenen muren en zadeldak wordt wel de Delftse School genoemd. In het nabijgelegen 't Hofje zijn bejaardenwoningen gebouwd in dezelfde bouwstijl en ontworpen door dezelfde architect. Vanwege het kenmerkende karakter voor de volkshuisvesting van de jaren dertig van de 20e eeuw is het gebied erkend als een rijksmonument.